# Hailin
Koordinaten: 44° 50′ N, 129° 10′ O
Die Stadt Hailin (chinesisch 海林市, Pinyin Hǎilín Shì) ist eine kreisfreie Stadt der bezirksfreien Stadt Mudanjiang im Südosten der Provinz Heilongjiang in der Volksrepublik China. Sie hat eine Fläche von 9.743 km² und zählt 292.755 Einwohner (Stand: Zensus 2020).
Die Gebäude der Ostchinesischen Eisenbahn (Zhongdong tielu jianzhuqun 中东铁路建筑群) stehen seit 2006 auf der Liste der Denkmäler der Volksrepublik China (6-923).